# Chez Verdurette
Ulysse et Oscar Allô grenouille
Chez Verdurette est une série télévisée jeunesse québécoise diffusée en semaine du 4 juin au 31 août 1973 à la Télévision de Radio-Canada durant la pause estivale de Bobino. Elle fut remplacée l'été suivant par Allô grenouille.
« Du lundi au vendredi à 16 heures, les enfants seront désormais invités Chez Verdurette, ou plutôt chez M. Clapotis, ex-propriétaire de cirque devenu antiquaire. Verdurette, une jolie grenouille est la confidente et amie de Clapotis et l'aide à la fois à dénicher l'objet rare et à présenter aux téléspectateurs de jolis dessins animés. Chez Verdurette met en vedette André Cailloux et Marie-Josée Régnault qui prête sa voix à la marionnette Verdurette. Réalisation : Jean Picard. »

## Source
- « Chez Verdurette », Ici Radio-Canada Télévision – Horaire de la chaîne française de télévision de Radio-Canada, vol. 7, no 22,‎ 26 mai 1973, p. 7 (lire en ligne)